# Stronger (álbum de Kelly Clarkson)
Stronger es el quinto álbum de estudio de la cantautora estadounidense Kelly Clarkson. El álbum fue lanzado el 21 de octubre de 2011 bajo el sello discográfico RCA. Según Nielsen SoundScan, hasta marzo de 2013, el álbum vendió 1 035 000 copias en los Estados Unidos.
Clarkson comenzó a escribir nuevo material para el álbum en noviembre de 2009 mientras estaba de gira y la grabación terminó en febrero de 2011. El lanzamiento del álbum fue retrasado varias veces.
El primer sencillo, «Mr. Know It All» se estrenó en una transmisión en vivo el 30 de agosto de 2011 y está a la venta como descarga digital a partir del 5 de septiembre de 2011. Alcanzó la posición número 18 en el Hot 100 de Estados Unidos y fue un éxito en la mayoría del mundo. El segundo sencillo lanzado fue «Stronger (What Doesn't Kill You)», que alcanzó la posición número 1 en el Hot 100 y fue un éxito top 10 alrededor del mundo. Su último sencillo «Dark Side», fue estrenado el 5 de junio de 2012, a través de las emisoras estadounidenses.
El 5 de diciembre de 2012 se anunció que Clarkson fue nominada a tres categorías para la 55.ª entrega de los Premios Grammy 2013. Y una de ellas Mejor Álbum Vocal Pop por Stronger, la cual ya ganó en la ceremonia el 10 de febrero de 2013.

## Contenido
Stronger es un álbum conceptual, donde la mayoría de las canciones tratan temas relacionados, en este caso, sobre las relaciones, la fuerza por quererse a uno mismo, tener su propia autoestima y el desprecio son varios de los temas que se presentan en el disco. La crítica apuntó que la cantante: Vuelve más fuerte que nunca y Que este es fácilmente su mejor disco

## Sencillos

### Mr. Know It All
Fue estrenado el 30 de agosto del 2011 en el sitio oficial de Kelly, mientras que fue lanzado mediante la descarga digital el 5 de septiembre. A la semana siguiente del lanzamiento, hizo que debutara en el número 18 de la Billboard hot 100, siendo el debut más alto en su carrera, después de Never Again, que debutó en el número 8. También alcanzó el número 15 de la Billboard Pop Songs, número 10 en la Billboard Adult Contemporary, y número 6 en la Billboard Adult Pop Songs. En el Reino Unido, la canción debutó en el número 6, alcanzando el número 4, mientras que en Australia fue éxito número 1. Según Nielsen SoundScan, hasta marzo de 2013, el sencillo vendió 1 753 000 descargas en los Estados Unidos.

### Stronger (What Doesn't Kill You)
Artículo Principal: Stronger (What Doesn't Kill You)
Fue lanzado como el segundo sencillo del álbum, debutando en el número 64 de la Billboard Hot 100 con 40,000 mil copias vendidas en su primera semana de estreno. La semana siguiente, el sencillo subió al número 1 de la lista, siendo su primer éxito número uno desde el sencillo My Life Would Suck Without You de 2009. El sencillo figuró como éxito internacional en las listas de International Gaon Chart, UK, Polonia, Nueva Zelanda, Irlanda, Holanda, Dinamarca, Bélgica, Suecia, Rusia, España y Australia.

### Dark Side
Kelly, confirmó como tercer sencillo del álbum a la canción Dark Side, fue lanzado el 5 de junio en los Estados Unidos. Aún sin ser lanzado como sencillo, la canción debutó en el número 48 de la International Gaon Chart, mientras que también figuró como éxito Top 40/Mainstream radio de los Estados Unidos. El sencillo hizo su debut en los Billboard Music Awards 2012, dónde Clarkson lo interpretó en vivo.

## Recibimiento comercial
Stronger debutó el #2 en el Billboard 200 y actualmente ha vendido más de 560 000 copias solo en USA, en las últimas semanas superando las ventas semanales de sus dos discos pasados por mucho. Alcanzó el puesto #5 en UK, donde consiguió superar las 130 000 copias y en el resto del mundo llegó al top 10 y top 20 generalmente. El Álbum ha vendido más de 2 000 000 de copias en todo el mundo.

## Listado de canciones
| N.º | Título                             | Escritor(es)                                             | Productor (es)       | Duración |  |
| 1.  | «Mr. Know It All»                  | Brian Seals, Ester Dean, Brett James, Dante Jones        | Brian Kennedy        | 3:53     |  |
| 2.  | «Stronger (What Doesn't Kill You)» | Jörgen Elofsson, Ali Tamposi, David Gamson, Greg Kurstin | Kurstin              | 3:42     |  |
| 3.  | «Dark Side»                        | busbee, Alex G.                                          | Kurstin              | 3:45     |  |
| 4.  | «Honestly»                         | Tom Shapiro, Robert Marvin, Catt Gravitt                 | Kurstin              | 3:36     |  |
| 5.  | «You Love Me»                      | Kelly Clarkson, Josh Abraham, Oliver Goldstein           | Josh Abraham, Oligee | 4:04     |  |
| 6.  | «Einstein»                         | Clarkson, Toby Gad, Bridget Kelly, James Fauntleroy II   | Toby Gad             | 2:59     |  |
| 7.  | «Standing in Front of You»         | Clarkson, Aben Eubanks                                   | Jason Halbert        | 3:59     |  |
| 8.  | «I Forgive You»                    | Rodney Jerkins, Andre Lindal, Lauren Christy             | Jerkins, Lindal      | 3:04     |  |
| 9.  | «Hello»                            | Clarkson, Abraham, Goldstein, Bonnie McKee               | Abraham, Oligge      | 3:00     |  |
| 10. | «The War is Over»                  | Gad, Livvi Franc                                         | Gad                  | 3:57     |  |
| 11. | «Let Me Down»                      | Clarkson, Chris DeStefano                                | DeStefano            | 3:24     |  |
| 12. | «You Can't Win»                    | Clarkson, Abraham, Goldstein, Felix Bloxsom              | Abraham, Oligee      | 3:20     |  |
| 13. | «Breaking Your Own Heart»          | Jennifer Hanson, Michael Logen                           | Howard Benson        | 8:47     |  |

- Edición de lujo (bonus tracks)

| N.º | Título                                    | Escritor(es)                             | Productor (es)  | Duración |  |
| 14. | «Don't You Wanna Stay» (Con Jason Aldean) | Jason Sellers, Paul Jenkins, Andy Gibson | Michael Knox    | 4:20     |  |
| 15. | «Alone»                                   | Abraham, Goldstein, McKee, Ryan Williams | Abraham, Oligee | 3:01     |  |
| 16. | «Don't Be a Girl About It»                | Clarkson, Brent Kutzle                   | DeStefano       | 3:27     |  |
| 17. | «The Sun Will Rise» (Ft. Kara DioGuardi)  | Kyle Jacobs, Danelle Leverett            | Benson          | 3:33     |  |

- Edición iTunes / Edición japonesa (bonus track)

| N.º | Título              | Escritor(es)    | Productor (es) | Duración |  |
| 14. | «Why Don't You Try» | Eric Hutchinson | Steve Jordan   | 4:47     |  |

## Posicionamiento en las listas

### Semanales
| Listas (2011)                   | Posición más alta |
| ------------------------------- | ----------------- |
| Australian Albums Chart         | 3                 |
| Austrian Albums Chart           | 20                |
| Belgian Albums Chart (Flanders) | 45                |
| Belgian Albums Chart (Wallonia) | 57                |
| Canadian Albums Chart           | 4                 |
| Dutch Albums Chart              | 16                |
| German Albums Chart             | 14                |
| Irish Albums Chart              | 8                 |
| Italian Albums Chart            | 68                |
| Japanese Albums Chart           | 59                |
| Mexican Albums Chart            | 85                |
| New Zealand Albums Chart        | 6                 |
| Spanish Albums Chart            | 40                |
| Swedish Albums Chart            | 39                |
| Swiss Albums Chart              | 12                |
| UK Albums Chart                 | 5                 |
| US Billboard 200                | 2                 |

| Listas (2011)           | Posición |
| ----------------------- | -------- |
| Australian Albums Chart | 37       |
| US Billboard 200        | 126      |

| País           | Certificaciòn |
| -------------- | ------------- |
| Australia      | Platino       |
| Canada         | Oro           |
| Nueva Zelanda  | Oro           |
| Estados Unidos | Platino       |